# Takefusa Kubo
Pour les articles homonymes, voir Kubo.
Takefusa Kubo (久保 建英, Kubo Takefusa), dit Take Kubo, né le 4 juin 2001 à Kawasaki, est un footballeur international japonais qui évolue au poste d'ailier droit à la Real Sociedad.

## Biographie

### Carrière en club

#### Parcours junior
Formé à La Masia, étant arrivé au FC Barcelone à l'âge de 10 ans, il repart toutefois seulement 4 ans après son arrivée, à cause d'une violation du règlement sur les transferts des mineurs de la part du Barça. Il garde cependant de cette période le surnom de « Messi japonais », ayant notamment marqué 74 buts en 30 matchs dans le championnat espagnol avec les U11.

#### FC Tokyo
Rentré au Japon après son passage en Catalogne, Kubo s'engage au FC Tokyo, dont il découvrira l'équipe première en 2016, avec un bref passage au Yokohama F. Marinos en 2018 pour un prêt.

#### Real Madrid
Le 14 juin 2019, le Real Madrid annonce la signature du jeune japonais, qui vient à peine de devenir international, pour jouer en premier lieu dans l'équipe réserve madrilène, et ce alors que les médias – qui l'annonçaient notamment de retour au Barça – parlent toujours de lui comme le « Messi japonais »,,,,. En effet, le Barça, comme le PSG, tous deux intéressés par le recrutement du japonais, furent pris de court par la Casa Blanca. D'après Marca, les deux clubs pensaient faussement que le contrat de Kubo se terminait le 31 janvier 2020, simplement parce que le site Transfermarkt l'indiquait, alors que celui-ci s'achevait le 1er juin 2019. Plus tard, Xavier Vilajoana, responsable de la Masia, affirme qu’il aurait été impossible de faire revenir le jeune japonais dans son club formateur, du fait de ses prétentions salariales notamment.
Dès le premier stage de préparation du Real en juillet, à Montréal, Kubo impressionne par ses capacités techniques et son aisance sur le terrain.

##### Prêt au RCD Majorque
Takefusa Kubo est prêté le 22 août 2019 au RCD Majorque.
Il découvre la Liga le 1er septembre 2019 en entrant en jeu durant une défaite 2-0 contre le Valence CF. Sur le banc face à Getafe le 22 septembre, il remplace Salva Sevilla qui est victime d'une blessure en début de rencontre. Malgré une défaite 4-2, Kubo délivre une passe décisive à Ante Budimir.
Le 10 novembre, Kubo marque son premier but en Liga contre le Villarreal CF au cours d'une victoire 3-1 où il provoque également un penalty. Il inscrit un but et délivre une passe à Budimir le 21 février 2020 au cours d'un nul 3-3 face au Real Betis. Le 7 mars, Kubo marque le second but des Majorquins lors d'un succès 1-2 contre la SD Eibar.
En mai 2020, il est inclus dans le top 50 des meilleurs jeunes au niveau mondial par le site spécialisé de Football Talent Scout, figurant à la 27e place.
Le 30 juin, Kubo devient le plus jeune joueur étranger à offrir deux passes décisives en un seul match à 19 ans et 26 jours, contre le Celta de Vigo. Il termine la saison avec quatre buts et autant de passes, parvenant à s'imposer comme un titulaire sous Vicente Moreno. Le RCD Majorque est relégué en finissant avant-dernier du champion et retrouve la Segunda División un an après sa montée.

##### Prêt au Villarreal CF
Le 10 août 2020, Kubo est prêté au Villarreal CF pour une saison. Il s'agit d'un prêt payant de trois millions d'euros, Villarreal prenant également en charge le salaire du joueur.
Kubo joue son premier match le 13 septembre en remplaçant Paco Alcácer contre le promu de la SD Huesca lors de la première journée de Liga (1-1). Le milieu ne démarre aucun de ses six premiers matchs de championnat et ce choix de l'entraîneur Unai Emery provoque, selon certains médias, la colère du Real Madrid qui a prêté l'espoir japonais pour lui donner du temps de jeu,. Il écope de son premier carton rouge en carrière le 18 octobre lors de la réception du Valence CF. Déjà averti, Kubo effectue un tacle non maîtrisé sur Carlos Soler.
Emery le titularise pour la première fois le 22 octobre face à Sivasspor en Ligue Europa. Pour son premier match en compétition continentale, Kubo ouvre le score et délivre deux passes décisives qui contribuent à un succès 5-3 aux dépens du club turc. Trois jours plus tard, il commence la rencontre face à Cádiz en championnat (0-0). La situation de Kubo n'évolue pourtant pas en sa faveur car son entraîneur juge ses performances insuffisantes et se tourne vers ses concurrents, plus performants, dont Fer Niño. En situation d'échec, il quitte le club au mercato hivernal.

##### Prêt au Getafe CF
Le 8 janvier 2021, Kubo est prêté au Getafe CF pour le reste de la saison. En manque de temps de jeu à Villarreal, il rejoint un club en difficulté classé seizième de Liga au moment de son arrivée. Il est convaincu de venir au club par l'entraîneur José Bordalás qui lui promet d'être un joueur important de l'équipe. Le club est seizième en fin de saison, obtenant ainsi son maintien en Liga.

##### Second prêt à Majorque
Le 11 août 2021, il est prêté pour une seconde fois au RCD Majorque, qui vient tout juste de remonter en première division.

#### Real Sociedad
Après avoir enchaîné les prêts en Espagne, Kubo signe à l'été 2022 à la Real Sociedad jusqu'en 2027. Le coût du transfert est estimé à 6,5 millions d'euros, mais le Real Madrid conserve 50 % des droits du joueur. Sa première saison au sein du club basque se révèle être sa meilleure à ce stade de sa carrière. Sous la direction d'Imanol Alguacil, Kubo est titulaire à 24 reprises lors des 31 premières rencontres de Liga dans un rôle d'« électron libre » au sein de l'attaque.
En septembre 2023, il est élu Joueur du mois de la Liga.
En février 2024, le club basque annonce une prolongation du contrat de Kubo de deux saisons.
En septembre 2024, il devient le joueur japonais ayant joué le plus de rencontres de Liga, dépassant Takashi Inui.

### Carrière en sélection nationale

#### En équipes jeunes
Très suivi au Japon depuis son plus jeune âge — notamment à la suite de son arrivée au Barça — il y est perçu comme un phénomène unique, et dès ses premiers pas en sélection il est vu comme un des tout meilleurs attaquants de l'équipe du Japon.
International avec le Japon dans toutes les catégories de jeune, il participe notamment à la Coupe du monde des moins de 20 ans 2017, où le Japon s'incline en huitième de finale contre le Venezuela, futur finaliste de la compétition.

#### En équipe A
Au mois de mai 2019, le sélectionneur Hajime Moriyasu convoque Kubo en équipe du Japon. Kubo honore sa première sélection le 9 juin 2019, cinq jours après ses 18 ans, en remplaçant Takumi Minamino contre le Salvador en amical.
Kubo est convoqué à sa première compétition officielle avec son pays, sur invitation, avec un Japon rajeuni en préparation de leurs Jeux olympiques à domicile, lors de la Copa América 2019 organisée au Brésil. Le 18 juin 2019, il est titulaire pour la première fois lors du premier match du Japon dans la compétition contre le Chili, perdu 4-0. Kubo dispute les trois matchs des Samurai Blue, dont deux comme titulaire, qui sont éliminés en phase de groupe.
Le 1er novembre 2022, il est sélectionné par Hajime Moriyasu pour participer à la Coupe du monde 2022. Le 1er janvier 2024, il est retenu dans la liste des vingt-six joueurs japonais sélectionnés par Hajime Moriyasu pour disputer la Coupe d'Asie des nations 2023.

## Style de jeu
Milieu offensif, étant également capable d'évoluer sur l'aile droite, Kubo possède des capacités de dribble au dessus de la moyenne. Selon la société espagnole d'analyse de données Alebia Analytics, il se classe parmi les 20 meilleurs dribbleurs de la Liga par 90 minutes de jeu : à l'âge de 18 ans il égalise Lionel Messi avec 5,4 dribbles en moyenne par match en février 2020. Il partage avec le phénomène argentin à la fois des caractéristiques physiques — gaucher, de taille modeste — et un profil technique, dans sa conduite de balle, son explosivité, sa capacité à jouer dans la verticalité ainsi que sa vision du jeu.
Sur le plan caractériel, le journaliste japonais Wataru Funaki le décrit comme un joueur « très intelligent, logique, humble, ambitieux et calme », discret en dehors du terrain, mais déterminé à s'affirmer sur le terrain.

## Statistiques
| Saison                | Club                       | Championnat           | Championnat | Championnat | Championnat | Coupe nationale | Coupe nationale | Coupe nationale | Coupe de la Ligue | Coupe de la Ligue | Coupe de la Ligue | Supercoupe | Supercoupe | Supercoupe | Compétition(s) continentale(s) | Compétition(s) continentale(s) | Compétition(s) continentale(s) | Compétition(s) continentale(s) | Japon | Japon | Japon | Total | Total | Total |
| Saison                | Club                       | Division              | M.          | B.          | P.d.        | M.              | B.              | P.d.            | M.                | B.                | P.d.              | M.         | B.         | P.d.       | Comp.                          | M.                             | B.                             | P.d.                           | M.    | B.    | P.d.  | M.    | B.    | P.d.  |
| 2016                  | FC Tokyo B                 | J3 League             | 3           | 0           | 0           | -               | -               | -               | -                 | -                 | -                 | -          | -          | -          | -                              | -                              | -                              | -                              | -     | -     | -     | 3     | 0     | 0     |
| 2017                  | FC Tokyo B                 | J3 League             | 21          | 2           | 1           | -               | -               | -               | -                 | -                 | -                 | -          | -          | -          | -                              | -                              | -                              | -                              | -     | -     | -     | 21    | 2     | 1     |
| 2018                  | FC Tokyo B                 | J3 League             | 10          | 3           | 1           | -               | -               | -               | -                 | -                 | -                 | -          | -          | -          | -                              | -                              | -                              | -                              | -     | -     | -     | 10    | 3     | 1     |
| Sous-total            | Sous-total                 | Sous-total            | 34          | 5           | 2           | 0               | 0               | 0               | 0                 | 0                 | 0                 | -          | -          | -          | -                              | -                              | -                              | -                              | -     | -     | -     | 34    | 5     | 2     |
| 2017                  | FC Tokyo                   | J1 League             | 2           | 0           | 0           | -               | -               | -               | 2                 | 0                 | 0                 | -          | -          | -          | -                              | -                              | -                              | -                              | -     | -     | -     | 4     | 0     | 0     |
| 2018                  | FC Tokyo                   | J1 League             | 4           | 0           | 0           | -               | -               | -               | 6                 | 1                 | 0                 | -          | -          | -          | -                              | -                              | -                              | -                              | -     | -     | -     | 10    | 1     | 0     |
| 2019                  | FC Tokyo                   | J1 League             | 13          | 4           | 4           | -               | -               | -               | 3                 | 1                 | 0                 | -          | -          | -          | -                              | -                              | -                              | -                              | 4     | 0     | 0     | 20    | 5     | 4     |
| Sous-total            | Sous-total                 | Sous-total            | 19          | 4           | 4           | 0               | 0               | 0               | 11                | 2                 | 0                 | -          | -          | -          | -                              | 0                              | 0                              | 0                              | 4     | 0     | 0     | 34    | 6     | 4     |
| 2018                  | Yokohama F. Marinos (prêt) | J1 League             | 5           | 1           | 0           | 1               | 0               | 1               | -                 | -                 | -                 | -          | -          | -          | -                              | -                              | -                              | -                              | -     | -     | -     | 6     | 1     | 1     |
| 2019-2020             | RCD Majorque (prêt)        | Liga                  | 35          | 4           | 5           | 1               | 0               | 0               | -                 | -                 | -                 | -          | -          | -          | -                              | -                              | -                              | -                              | 3     | 0     | 0     | 39    | 4     | 5     |
| 2020-2021             | Villarreal CF (prêt)       | Liga                  | 13          | 0           | 0           | 1               | 0               | 0               | -                 | -                 | -                 | -          | -          | -          | C3                             | 5                              | 1                              | 3                              | 2     | 0     | 0     | 21    | 1     | 3     |
| 2020-2021             | Getafe CF (prêt)           | Liga                  | 18          | 1           | 1           | -               | -               | -               | -                 | -                 | -                 | -          | -          | -          | -                              | -                              | -                              | -                              | 2     | 0     | 0     | 20    | 1     | 1     |
| 2021-2022             | RCD Majorque (prêt)        | Liga                  | 28          | 1           | 1           | 3               | 1               | 2               | -                 | -                 | -                 | -          | -          | -          | -                              | -                              | -                              | -                              | 7     | 1     | 0     | 38    | 3     | 3     |
| Sous-total            | Sous-total                 | Sous-total            | 99          | 7           | 7           | 5               | 1               | 2               | 0                 | 0                 | 0                 | 0          | 0          | 0          | -                              | 5                              | 1                              | 3                              | 14    | 1     | 0     | 123   | 10    | 12    |
| 2022-2023             | Real Sociedad              | Liga                  | 35          | 9           | 7           | 2               | 0               | 0               | -                 | -                 | -                 | -          | -          | -          | C3                             | 7                              | 0                              | 2                              | 7     | 1     | 2     | 51    | 10    | 11    |
| 2023-2024             | Real Sociedad              | Liga                  | 30          | 7           | 4           | 3               | 0               | 0               | -                 | -                 | -                 | -          | -          | -          | C1                             | 8                              | 0                              | 1                              | 10    | 2     | 6     | 51    | 9     | 11    |
| 2024-2025             | Real Sociedad              | Liga                  | 36          | 5           | 0           | 5               | 0               | 2               | -                 | -                 | -                 | -          | -          | -          | C3                             | 11                             | 2                              | 2                              | 9     | 3     | 5     | 61    | 10    | 9     |
| 2025-2026             | Real Sociedad              | Liga                  | 1           | 1           | 0           | -               | -               | -               | -                 | -                 | -                 | -          | -          | -          | -                              | -                              | -                              | -                              | -     | -     | -     | 1     | 1     | 0     |
| Sous-total            | Sous-total                 | Sous-total            | 102         | 22          | 11          | 10              | 0               | 2               | -                 | -                 | -                 | -          | -          | -          | -                              | 26                             | 2                              | 5                              | 26    | 6     | 13    | 164   | 30    | 31    |
| Total sur la carrière | Total sur la carrière      | Total sur la carrière | 254         | 38          | 24          | 15              | 1               | 5               | 11                | 2                 | 0                 | 0          | 0          | 0          | -                              | 31                             | 3                              | 8                              | 44    | 7     | 13    | 355   | 51    | 50    |

### En sélection
| Années                | Sélection             | Phases finales             | Phases finales | Phases finales | Phases finales | Éliminatoires | Éliminatoires | Éliminatoires | Éliminatoires | Amicaux | Amicaux | Amicaux | Total | Total | Total |
| Années                | Sélection             | Comp.                      | M.             | B.             | P.d.           | Comp.         | M.            | B.            | P.d.          | M.      | B.      | P.d.    | M.    | B.    | P.d.  |
| --------------------- | --------------------- | -------------------------- | -------------- | -------------- | -------------- | ------------- | ------------- | ------------- | ------------- | ------- | ------- | ------- | ----- | ----- | ----- |
| 2019                  | Japon                 | Copa América 2019          | 3              | 0              | 0              | CdM 2022      | 2             | 0             | 0             | 2       | 0       | 0       | 7     | 0     | 0     |
| 2019                  | Japon                 | Coupe d'Asie de l'Est 2019 | -              | -              | -              | CdM 2022      | 2             | 0             | 0             | 2       | 0       | 0       | 7     | 0     | 0     |
| 2020                  | Japon                 | -                          | -              | -              | -              | -             | -             | -             | -             | 4       | 0       | 0       | 4     | 0     | 0     |
| 2021                  | Japon                 | -                          | -              | -              | -              | CdM 2022      | 2             | 0             | 0             | -       | -       | -       | 2     | 0     | 0     |
| 2022                  | Japon                 | Coupe d'Asie de l'Est 2022 | -              | -              | -              | CdM 2022      | 2             | 0             | 0             | 5       | 1       | 0       | 9     | 1     | 0     |
| 2022                  | Japon                 | Coupe du monde 2022        | 2              | 0              | 0              | CdM 2022      | 2             | 0             | 0             | 5       | 1       | 0       | 9     | 1     | 0     |
| 2023                  | Japon                 | -                          | -              | -              | -              | CdM 2026      | 1             | 1             | 1             | 6       | 1       | 5       | 7     | 2     | 6     |
| 2024                  | Japon                 | Coupe d'Asie 2023          | 5              | 1              | 1              | CdM 2026      | 6             | 1             | 5             | -       | -       | -       | 11    | 2     | 6     |
| 2025                  | Japon                 | -                          | -              | -              | -              | CdM 2026      | 4             | 2             | 3             | -       | -       | -       | 2     | 1     | 1     |
| Total sur la carrière | Total sur la carrière | Total sur la carrière      | 10             | 1              | 1              | -             | 17            | 4             | 9             | 17      | 2       | 5       | 44    | 7     | 15    |

| Détails des sélections en équipe du Japon | Détails des sélections en équipe du Japon | Détails des sélections en équipe du Japon | Détails des sélections en équipe du Japon | Détails des sélections en équipe du Japon | Détails des sélections en équipe du Japon | Détails des sélections en équipe du Japon |
|                                           | Date                                      | Lieu                                      | Adversaire                                | Score                                     | Compétition                               | Notes                                     |
| ----------------------------------------- | ----------------------------------------- | ----------------------------------------- | ----------------------------------------- | ----------------------------------------- | ----------------------------------------- | ----------------------------------------- |
| 1                                         | 9 juin 2019                               | Stade de Miyagi, Rifu, Japon              | Salvador                                  | 2 - 0                                     | Amical                                    | Remplaçant (Takumi Minamino 67e )         |
| 2                                         | 18 juin 2019                              | Morumbi, São Paulo, Brésil                | Chili                                     | 0 - 4                                     | Copa América 2019                         | Titulaire                                 |
| 3                                         | 21 juin 2019                              | Arena do Grêmio, Porto Alegre, Brésil     | Uruguay                                   | 2 - 2                                     | Copa América 2019                         | Remplaçant (Koji Miyoshi 83e )            |
| 4                                         | 25 juin 2019                              | Mineirão, Belo Horizonte, Brésil          | Équateur                                  | 1 - 1                                     | Copa América 2019                         | Titulaire                                 |
| 5                                         | 5 septembre 2019                          | Stade de Kashima, Kashima, Japon          | Paraguay                                  | 2 - 0                                     | Amical                                    | Remplaçant (Ritsu Doan 46e )              |
| 6                                         | 10 septembre 2019                         | Stade Thuwunna, Rangoun, Birmanie         | Birmanie                                  | 0 - 2                                     | Éliminatoires Coupe du monde 2022         | Remplaçant (Shoya Nakajima 80e )          |
| 7                                         | 15 octobre 2019                           | Stade Pamir, Douchanbé, Tadjikistan       | Tadjikistan                               | 0 - 3                                     | Éliminatoires Coupe du monde 2022         | Remplaçant (Takumi Minamino 86e )         |
| 8                                         | 9 octobre 2020                            | Stade de Galgenwaard, Utrecht             | Cameroun                                  | 0 - 0                                     | Amical                                    | Remplaçant ( 65e Ritsu Doan)              |
| 9                                         | 13 octobre 2020                           | Stade de Galgenwaard, Utrecht             | Côte d'Ivoire                             | 1 - 0                                     | Amical                                    | Titulaire ( 61e Takumi Minamino)          |

## Palmarès
Real Madrid
- Audi Cup
  - Médaille de bronze en 2019

 Villarreal
- Ligue Europa
  - Vainqueur en 2021.

## Vie privée
Takefusa a un frère, Eiji Kubo, également footballeur qui a intégré l'académie du Real Madrid en même temps que son grand frère.